# HaHa
Pour les articles homonymes, voir haha.
Dans ce nom coréen, le nom de famille, Ha, précède le nom personnel.
HaHa (Hangeul : 하하) de son vrai nom Ha Dong Hun (Hangeul : 하동훈), né le 20 août 1979 en Allemagne, est un acteur, rappeur, chanteur, présentateur TV et un réalisateur artistique sud-coréen. Il est connu pour sa participation à des émissions comme X-Man, Infinite Challenge, Running Man...

## Biographie

### Vie personnelle
Le 15 août 2012, il annonce qui va se marier le 30 novembre 2012 avec la chanteuse sud-coréenne, Byul. Ils ont eu leur premier fils, Dream, le 9 juillet 2013 et leur second fils, Soul, le 22 mars 2017. Une fille Song est  née  en juillet 2019.

## Filmographie

### Films
- 2006 - My Boss, My Teacher
- 2006 - Sexy Teacher
- 2016 - DinoX Expedition

### Dramas
- 2015 - A Girl Who Sees Smells
- 2016 - Muhan Company

## Récompenses et nominations
| Année | Récompense                                                        | Catégorie                                            | Nomination         | Résultat   |
| ----- | ----------------------------------------------------------------- | ---------------------------------------------------- | ------------------ | ---------- |
| 2006  | 6e MBC Entertainment Awards                                       | Prix d'Excellence (Variété)                          | NC                 | Lauréat    |
| 2006  | 6e MBC Entertainment Awards                                       | Distinguished Male Award                             | NC                 | Lauréat    |
| 2006  | The 4th Korea Fashion World Awards                                | Best Dressed                                         | Broadcast Sector   | Lauréat    |
| 2007  | 1re SBS Entertainment Awards                                      | Prix Spécial                                         | NC                 | Lauréat    |
| 2007  | MBC Entertainment Awards                                          | Grand Prize                                          | NC                 | Lauréat    |
| 2007  | Mnet 20s Choice                                                   | Prix du Meilleur DJ                                  | NC                 | Lauréat    |
| 2010  | Innovation Awards                                                 | Fifth Category Innovation Award                      | NC                 | Lauréat    |
| 2011  | 53rd National Championship 2000m Adjustment Nobiseu Eight Special | Prix Spécial                                         | Infinity Challenge | Lauréat    |
| 2011  | 5e SBS Entertainment Awards                                       | Best Entertainer Award (Variété)                     | Running Man        | Lauréat    |
| 2013  | 7e SBS Entertainment Awards                                       | Prix d'Excellence                                    | Running Man        | Lauréat    |
| 2013  | 7e SBS Entertainment Awards                                       | Choix du public : Prix de Popularité                 | Running Man        | Lauréat    |
| 2014  | 14e MBC Entertainment Awards                                      | PD Award                                             | Infinity Challenge | Lauréat    |
| 2014  | 10e Annual Soompi Awards                                          | Meilleure Bromance avec Lee Kwang Soo et Ji Seok Jin | Running Man        | Nomination |
| 2015  | 15e MBC Entertainment Awards                                      | Achievement Award avec les autres membres            | Infinity Challenge | Lauréat    |
| 2015  | 15e MBC Entertainment Awards                                      | Prix de Haute Excellence (Variété)                   | Infinity Challenge | Lauréat    |
| 2016  | 10e SBS Entertainment Awards                                      | Prix d'Excellence (Variété)                          | Running Man        | Nomination |
| 2017  | 11e SBS Entertainment Awards                                      | Prix d'Excellence (Variété)                          | Running Man        | Nomination |